# Jelena Begović

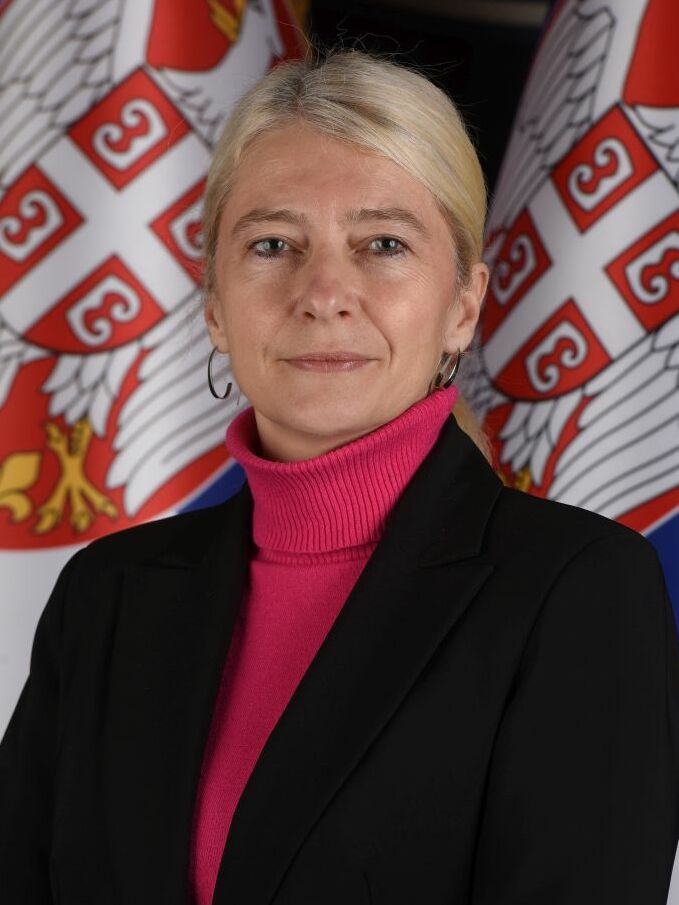
Jelena Begović, 2022

Jelena Begović (kyrillisch Јелена Беговић; * 1971 in Belgrad, SFR Jugoslawien) ist eine serbische Wissenschaftsministerin und Wissenschaftlerin. Seit dem Oktober 2022 ist sie die Wissenschaftsministerin Serbiens.

## Biografie
Begović wurde in Belgrad geboren, in der damaligen Sozialistische Republik Serbien in der Sozialistische Föderative Republik Jugoslawien. Ihre Familie zog für einige Jahre nach Addis Abeba, Äthiopien, kurz nach ihrer Geburt, bevor sie nach Belgrad zurückkehrten, wo sie aufwuchs. Nach zwei Jahren Studium an der University of British Columbia in Kanada absolvierte sie das Studium an der Fakultät für Biologie (Abteilung für Biochemie und Molekularbiologie) der Universität Belgrad und erwarb 1998 ihren Bachelor-Abschluss, 2002 ihren Master-Abschluss und 2008 ihren Doktortitel. Sie hat zahlreiche Veröffentlichungen in ihrem Fachgebiet vorgelegt.
Begović wurde 2014 zur Leiterin des Instituts für Molekulargenetik und Gentechnik der Universität Belgrad ernannt. Während der frühen Phase der COVID-19-Pandemie in Serbien überwachte sie die Eröffnung des „Fire Eye“-Labors, das zahlreiche Proben testete. Ende 2021 eröffnete sie das Zentrum für Sequenzierung und Bioinformatik.

### Politik
Bei der Serbischen Parlamentswahl 2022 reservierte die regierende Serbische Fortschrittspartei (SNS) die Spitzenpositionen ihrer Zajedno možemo sve Wahlliste für parteilose Kulturschaffende und Akademiker. Begović erhielt den dritten Platz auf der Liste; dies war gleichbedeutend mit der Wahl, und sie wurde tatsächlich gewählt, als die Liste mit 120 von 250 Mandaten einen relativen Sieg errang. Sie trat während des Wahlkampfs der SNS auf Plakaten in Belgrad prominent in Erscheinung. Als die Nationalversammlung zusammentrat, wurde sie als Mitglied des Ausschusses für die Rechte des Kindes und als stellvertretendes Mitglied des Bildungsausschusses und des Umweltausschusses ernannt. Ihre Amtszeit in der Nationalversammlung war kurz; sie trat am 3. August 2022 von ihrem Mandat zurück.
Ana Brnabić's drittes Kabinett wurde am 26. Oktober 2022 gebildet, und Begović wurde zur Ministerin für Wissenschaft, technologische Entwicklung und Innovation ernannt.
Im Januar 2023 ermutigte Begović die Empfänger des Fonds für junge Talente Serbiens, die im Ausland studieren, nach Abschluss ihres Studiums nach Serbien zurückzukehren, um zur Entwicklung des Landes beizutragen. Im September desselben Jahres verabschiedete die Generalversammlung der Vereinten Nationen auf Initiative von Begović und der serbischen Premierministerin Ana Brnabić eine Resolution zur Internationalen Dekade der Wissenschaften für nachhaltige Entwicklung. Es war das erste Mal, dass Serbien seit dem Wiedereintritt in die Vereinten Nationen im Jahr 2000 eine thematische Resolution initiiert und koordiniert hat.
Begović schloss sich mit dem serbischen Präsidenten Aleksandar Vučić und Brnabić zusammen, um im Dezember 2023 den BIO4-Campus in Belgrad zu eröffnen. Der Campus soll ein Zentrum für Biotechnologie in Europa werden.
Sie wurde erneut zur Wissenschaftsministerin ernannt, als am 30. April 2024 eine neue Regierung unter Miloš Vučević eingeführt wurde.